# 中國電影頻道
中國電影頻道（英語：China Movie Channel），又被称作电影频道（海外版），是電影衛星頻道節目製作中心旗下“华诚电影电视数字节目有限公司”於2005年啟播，面向北美地区和香港的专业电影頻道，分为长城平台北美版和香港版，其中香港版覆盖亚太5号通信卫星138KU波段播放，但于2018年8月14日起从now TV停播；北美版除在美国和加拿大播放外，还面向全球其他地区播出（但2020年2月1日起以myTV SUPER回歸香港播放，依舊與全球地區一致）。
中国电影频道的节目內容與电影卫星频道节目制作中心獨立制作的中國中央電視台電影頻道（CCTV-6）相似，但只播出中国国产影片，另外也会播放中國電影頒獎禮，如中國電影金雞獎頒獎典禮等。另外，与CCTV-6相同，中国电影频道名义上也属于中央广播电视总台的频道序列。

## 外部連結
- 中国电影频道北美版节目单 （页面存档备份，存于）
- 中国电影频道香港版节目单 （页面存档备份，存于）